# Rivers Solomon
Pour les articles homonymes, voir Solomon.
Rivers Solomon, née le 17 novembre 1988 en Californie, est une écrivaine américaine non binaire, associée à la science-fiction et à l'afrofuturisme.

## Biographie

### Jeunesse et formation
Rivers Solomon naît en Californie en 1988. Elle est diplômée en études comparatives raciales et ethniques à l'université Stanford, ainsi qu'en écriture créative au Michener Center for Writers de l'université du Texas à Austin.
En parallèle à son travail d'écriture, elle est consultante (« sensitivity reader ») auprès d'autres écrivains qui abordent des sujets sensibles, tels que la couleur de peau ou le handicap.
Non binaire, elle utilise en anglais pour parler d'elle le pronom « they » singulier. L'emploi du genre neutre étant compliqué en français, elle accepte l'usage du féminin. Elle est atteinte de troubles autistiques.

### Carrière
Rivers Solomon est principalement associée à la science-fiction et à l'afrofuturisme,, elle évoque elle-même s'inscrire dans le réalisme magique. Parmi ses influences, on peut citer Ursula K. Le Guin, Octavia E. Butler ou Alice Walker.
Son premier roman L'Incivilité des fantômes (en) est paru en 2017. Il décrit les oppositions entre différentes classes au sein d'un vaisseau spatial dans lequel les Blancs imposent une ségrégation raciale et sexuelle aux personnes noires, métisses, trans et intersexe. Son personnage principal, Aster, est non binaire. Le récit est ponctué de contes, pour la plupart puisés dans le folklore noir-américain. Le nom du vaisseau, Matilda, est inspiré par celui du dernier bateau d'esclaves, le Clotilda, arrivé aux États-Unis en 1860.
Salué par la critique (Amal El-Mohtar raconte l'avoir lu deux fois de suite), ce roman a reçu en 2018 le prix Firecracker du meilleur roman, décerné aux États-Unis par la Communauté de la presse et des magazines littéraires (CLMP). Il a également été nommé à plusieurs prix, dont celui Hurston/Wright Legacy Award (en) du meilleur premier roman, prix qui récompense des écrivains noirs depuis 2001, ainsi qu'au prix Astounding du meilleur nouvel écrivain.
Son deuxième roman, Les Abysses (en) (The Deep), paru en 2019 aux États-Unis, s'inspire de la chanson éponyme du groupe de hip-hop expérimental Clipping. La chanson d'origine, très narrative et ancrée dans l'imaginaire afrofuturiste, a trouvé des résonances avec l'univers de Solomon. Le livre est élu « meilleur livre LGBTQ de science fiction/fantasy/horreur » aux Lammy Awards ; il est également sélectionné au prix Hugo du meilleur roman court 2020, au prix Nebula du meilleur roman court 2019 et au prix Locus du meilleur roman court 2020.
Sa nouvelle Soif de sang (Blood Is Another Word for Hunger) est sélectionnée pour le prix Hugo de la meilleure nouvelle courte 2020 ainsi que pour le prix World Fantasy de la meilleure nouvelle 2020.
En 2021 paraît le roman Sorrowland (en), un thriller techno-gothique qui raconte la fuite de Vern, une jeune femme albinos intersexe qui s'est échappée d'une secte séparatiste noire dans laquelle elle a grandi. Dans la forêt dans laquelle elle donne naissance à des jumeaux, elle survit comme un animal avant d'oser affronter le monde extérieur. C'est un livre qui parle « d'évasion, d'acceptation de soi et d'amour queer. Il parle du génocide et de l'exploitation des corps noirs, de l'auto-illusion et de la corruption endémique, de la maternité et de l'héritage ». Roman salué par The Guardian et Locus, Danny Lore (NPR) est un peu mitigé : pour lui, la faiblesse de la construction affaiblit le propos du roman et le rend parfois obscur.

## Récompenses
- Prix Firecracker du meilleur roman 2018 pour L'Incivilité des fantômes[9]
- Meilleur livre LGBTQ de science fiction/fantasy/horreur aux Lammy Awards 2020 pour Les Abysses[12]
- Prix Otherwise 2021 pour Sorrowland

## Œuvres

### Romans
- L'Incivilité des fantômes (en), Aux Forges de Vulcain, 2019 ((en) An Unkindness of Ghosts, 2017), trad. Francis Guévremont, 400 p.  (ISBN 978-2373050561)Réédition, J'ai lu, coll. « Imaginaire » no 13042, 2020, 480 p. (ISBN 978-2-290-23151-7)
- Les Abysses (en), Aux Forges de Vulcain, 2020 ((en) The Deep, Gallery/Saga Press, 2019), trad. Francis Guévremont, 178 p.  (ISBN 978-2-37305-091-2)Réédition, J'ai lu, coll. « Imaginaire » no 13258, 2021, 224 p. (ISBN 978-2-290-26266-5) - Basé sur la chanson de rap The Deep composée par Daveed Diggs, William Hutson et Jonathan Snipes et chantée par le groupe Clipping
- Sorrowland (en), Aux Forges de Vulcain, 2022 ((en) Sorrowland, Merky Books, 2021), trad. Francis Guévremont, 512 p.  (ISBN 978-2-37305-634-1)Réédition, J'ai lu, coll. « Imaginaire », 2023, 512 p. (ISBN 978-2-290-38576-0) - Prix Otherwise 2021
- Model Home, Aux Forges de Vulcain, 2025 ((en) Model Home, 2024), trad. Francis Guévremont, 368 p.  (ISBN 978-2-37305-827-7)À paraître le 5 septembre 2025

### Nouvelles
- (en) Feed, 2017
- Soif de sang, 2022 ((en) Blood Is Another Word for Hunger, 2019), trad. Francis GuévremontParue dans l'anthologie Afrofuturisme : L'avenir change de visage, Mnémos, 2022. Réédition Aux Forges de Vulcain, 2023, 160 p. (ISBN 978-2-37305-699-0)

### Anthologie
- (en) The Vela, Serial Box, 2019Écrit avec Becky Chambers, S. L. Huang, Yoon Ha Lee et Lydia Shamah.